# حبوة المكسيك

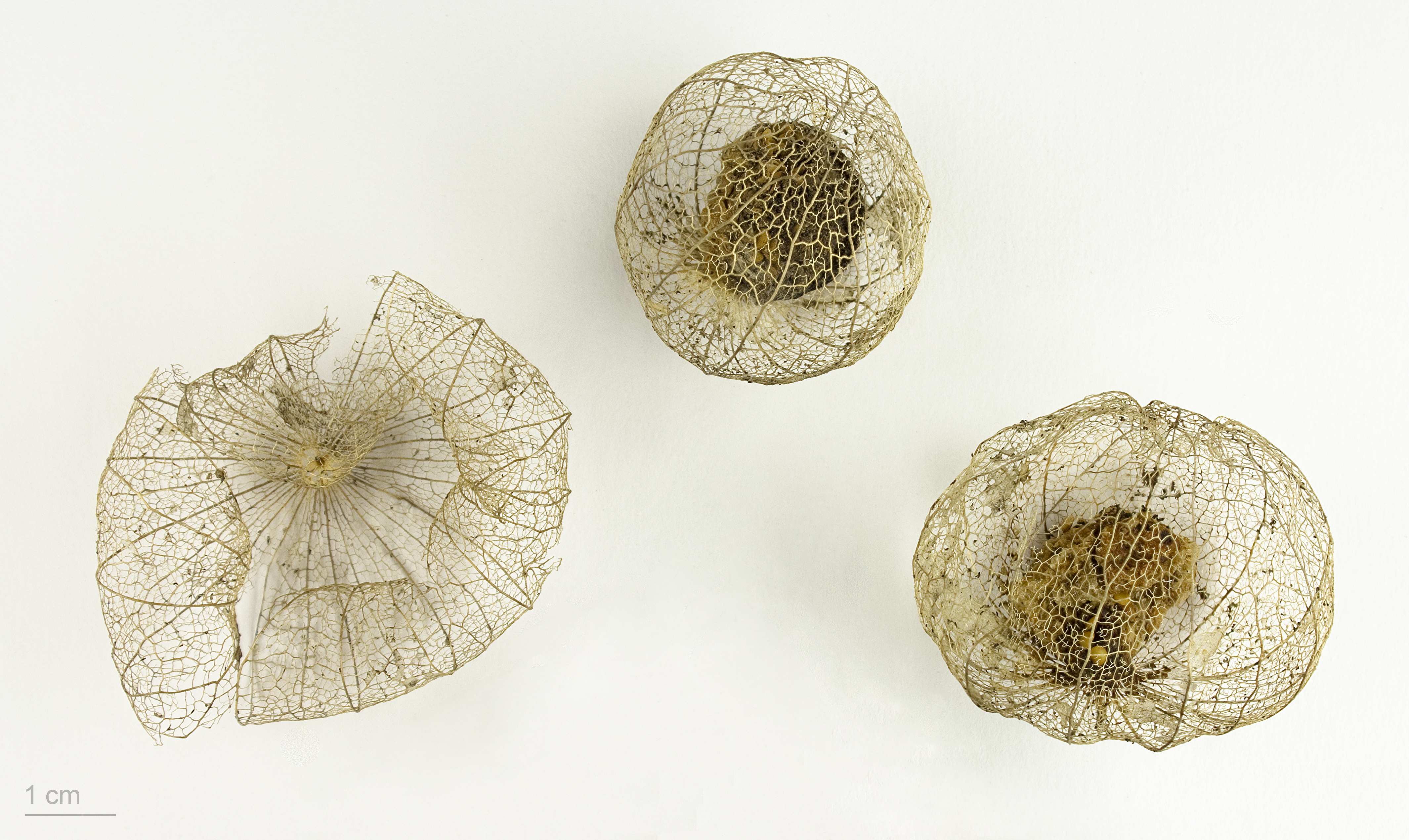
حبوة المكسيك

حَبْوَة المكسيك أو حَبْوَة تُومَاتيل (tomatillo) (حرنكش فيلادلفيا) (Physalis philadelphica) نبات من عائلة ظل الليل (nightshade) يتصل بـ حبوة البيرو، حيث تحمل فاكهة صغيرة كروية حمراء أو خضراء بنفس الاسم. يعود أصل حبوة المكسيك إلى المكسيك، وهو غذاء رئيسي في الأكلات. ينمو حبوة المكسيك (Tomatillos) بصفة حولية على طول نصف الكرة الغربي.

## الوصف
تحاط فاكهة حبوة المكسيك بقشرة غير صالحة للأكل شبيهة بالأوراق تشكلت من الكأس. وبمجرد أن تنضج الفاكهة، فإنها تملأ القشرة الخارجية ويمكن أن تقسمها لتتفتح وقت الحصاد. وتتحول القشرة الخارجية إلى اللون البني، ويمكن أن تكون الفاكهة بألوانٍ عدة عند النضج، بما في ذلك اللون الأصفر أو الأحمر أو الأخضر أو حتى اللون الأرجواني. ويعد حبوة المكسيك من المكونات الرئيسية في الأكلات اللاتينية الطازجة والمطهوة الصوص الأخضر. حيث نضج القشرة الخارجية واخضرارها معيارًا للجودة. ينبغي أن تكون الفاكهة قوية ذات لون أخضر براق، حيث اللون الأخضر ونكهة التارت هي المساهمات الطهوية للفاكهة. الأصناف المستنبتة الأرجوانية والحمراء الناضجة تكون ذات مذاق حلو خفيف، على عكس الأصناف المستنبتة الناضجة الخضراء والصفراء، وتكون إلى حدٍ ما أكثر ملاءمة للاستخدامات المشابهة للفاكهة مثل المربى والمعلبات. مثل أقربائهم وثيقي الصلة بهم عنب ثعلب الرأس، يحتوي حبوة المكسيك على قدرٍ كبير من البكتين. وسمة أخرى يتميز بها وهي وجود درجة متفاوتة من الغلاف السميك الأخضر، يكون في الغالب عند استخدامه على الجانب الأخضر خارج القشرة.
نباتات التوماتيو تناقض ذاتي، ويلزم نباتان أو أكثر من أجل عملية التلقيح الصحيحة. ولهذا، نادرًا ما تنتج نباتات حبوة المكسيك المعزولة أي ثمار. وهناك بحثٌ علمي أعدته كاميلا كانت باندي (Kamla Kant Pandey) في عام 1957 يدعم هذه الحقيقة.
سيتم حفظ حبوة المكسيك الناضج في المجمد لمدة أسبوعين. وسيتم حفظها لمدة أطول إذا تمت إزالة القشرة الخارجية وتم وضع الفاكهة في أكياس بلاستيكية مغلقة محفوظة في المجمد. وقد يتم تجميدها كاملة أو مقطعة إلى شرائح.

## معرض الصور

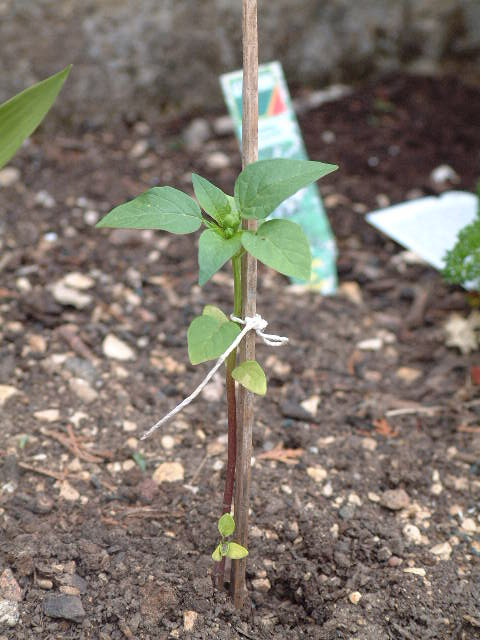
نبات صغير
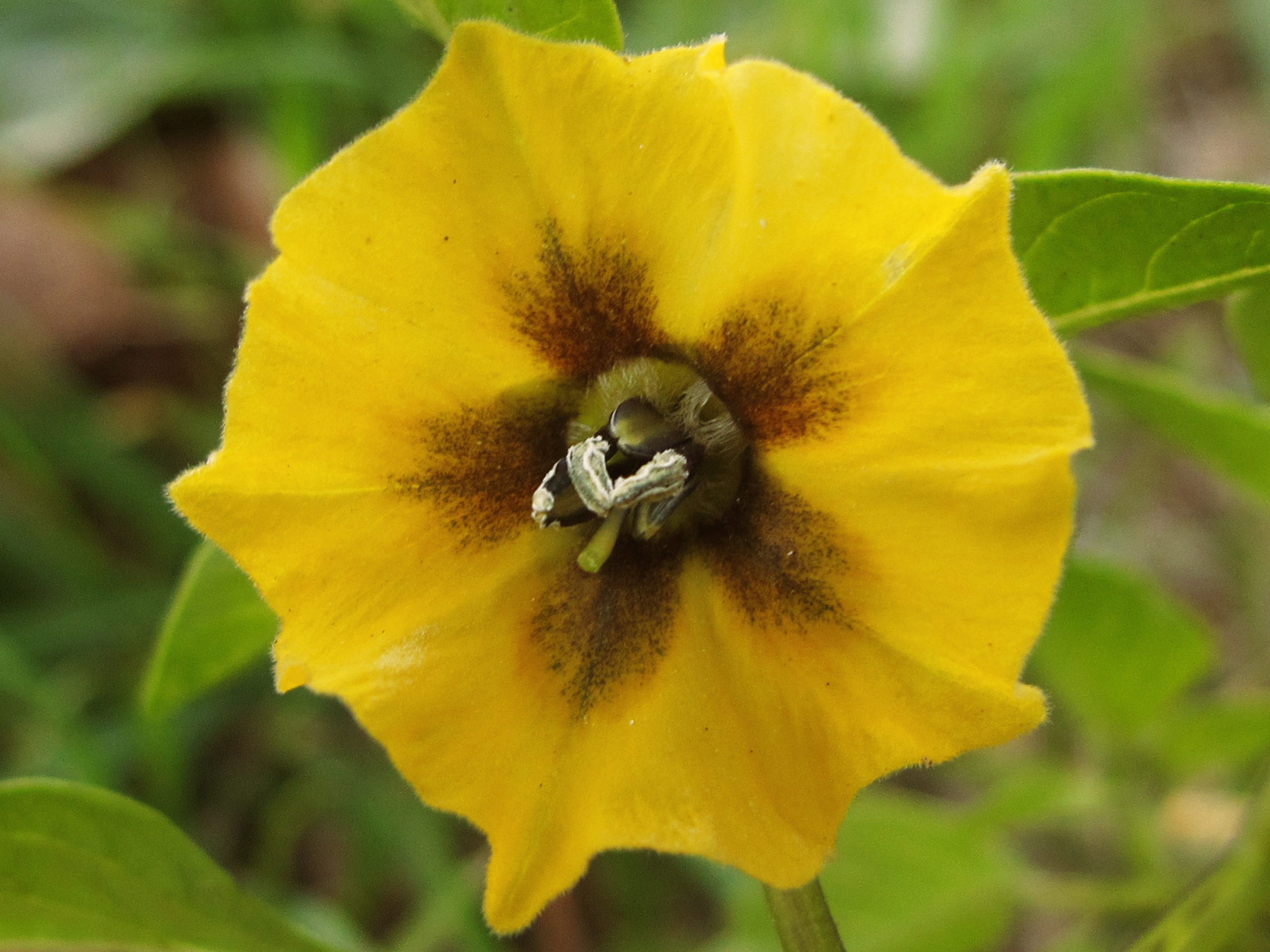
زهور نبات التوماتيلو
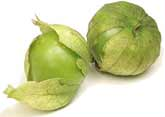
فاكهة التوماتيلو الخضراء

## وصلات خارجية
- When To Plant Tomatillos (Gardening Resource)
- Jepson Manual Treatment
- USDA Plants Profile
- Physalis names
- Mexican Husk Tomato